# West Stoke
West Stoke – wieś w Anglii, w hrabstwie West Sussex, w dystrykcie Chichester, w civil parish Funtington. Leży 5 km od miasta Chichester. W 1931 roku civil parish liczyła 117 mieszkańców.